# Xenotrecha huebneri
Genre
Espèce
Synonymes
- Cleobis huebneri Kraepelin, 1899

Xenotrecha huebneri, unique représentant du genre Xenotrecha, est une espèce de solifuges de la famille des Ammotrechidae.

## Distribution
Cette espèce est endémique du Venezuela.

## Description
La femelle holotype mesure 12,5 mm.
Le mâle décrit par Maury en 1982 mesure 17,15 mm et la femelle 14,40 mm.

## Étymologie
Cette espèce est nommée en l'honneur de Georg Hübner.

## Publications originales
- Kraepelin, 1899 : Zur systematik der Solifugen. Mitteilungen aus dem Naturhistorischen Museum in Hamburg, vol. 16, p. 197-259 (texte intégral).
- Maury, 1982 : Solifugos de Colombia y Venezuela (Solifugae, Ammotrechidae). Journal of Arachnology, vol. 10, no 2, p. 123-143 (texte intégral).